# Асунгха
Асунгха е департамент, разположен в регион Уадаи, Чад. Департаментът се поделя на под-префектурите: Адре, Хаджер Хадид, Маброн, Борота, Молу. Негов административен център е град Адре.